# Boer (rivier)
De Boer (Russisch: Бур) is een 501 kilometer lange linkerzijrivier van de Olenjok in het noordwesten van de Russische deelrepubliek Jakoetië. De rivier ontspringt in het oosten van het Noord-Siberisch Laagland. In het stroomgebied bevinden zich 1627 waterstromen. De grootste zijrivieren zijn aan linkerzijde de Ary-Ongorboet (191 km) en de Kyra-Chos Tjorjoettjach (137 km) en aan rechterzijde de Kjoentjoekeljach (93 km). De rivier is bevroren van begin oktober tot begin juni.